# Клод Обріє

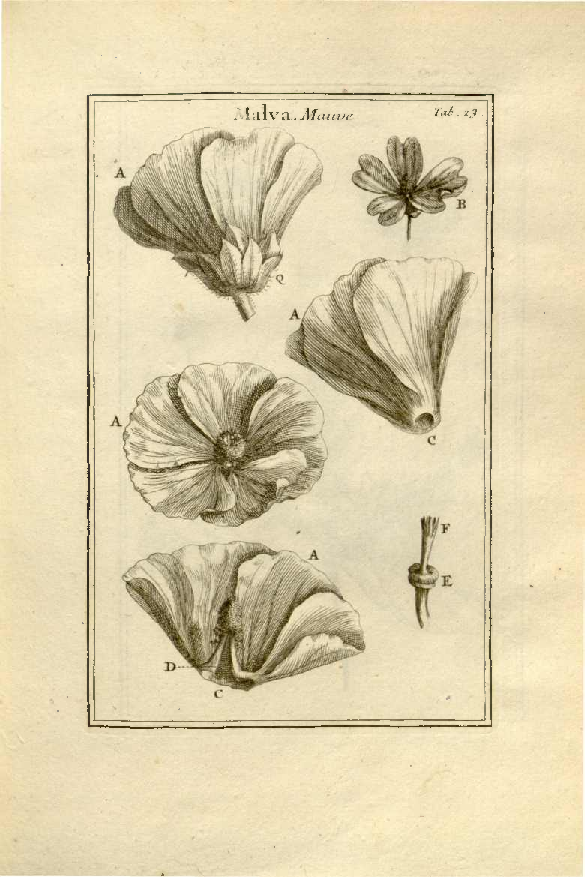
Мальва, ілюстрація для Institutiones Турнефора

Клод Обріє (фр. Claude Aubriet, 1665 або 1661, Шалон-ан-Шампань — 3 грудня 1742, Париж) — французький ботанік та художник, який працював у жанрі ботанічної ілюстрації.

## Біографія
Клод Обріє народився у 1665 році.
Він супроводжував на Близькому Сході такого французького ботаніка як Жозеф Піттон де Турнефор (1656–1708) та робив ботанічні ілюстрації для його твору «Éléments de botanique». Також Клод Обріє робив ботанічні ілюстрації для видання Botanicon Parisiense, 1727 року.
Помер Клод Обріє у Парижі 3 грудня 1742 року.

## Наукова діяльність
Клод Обріє спеціалізувався на мохоподібних.

## Наукові роботи

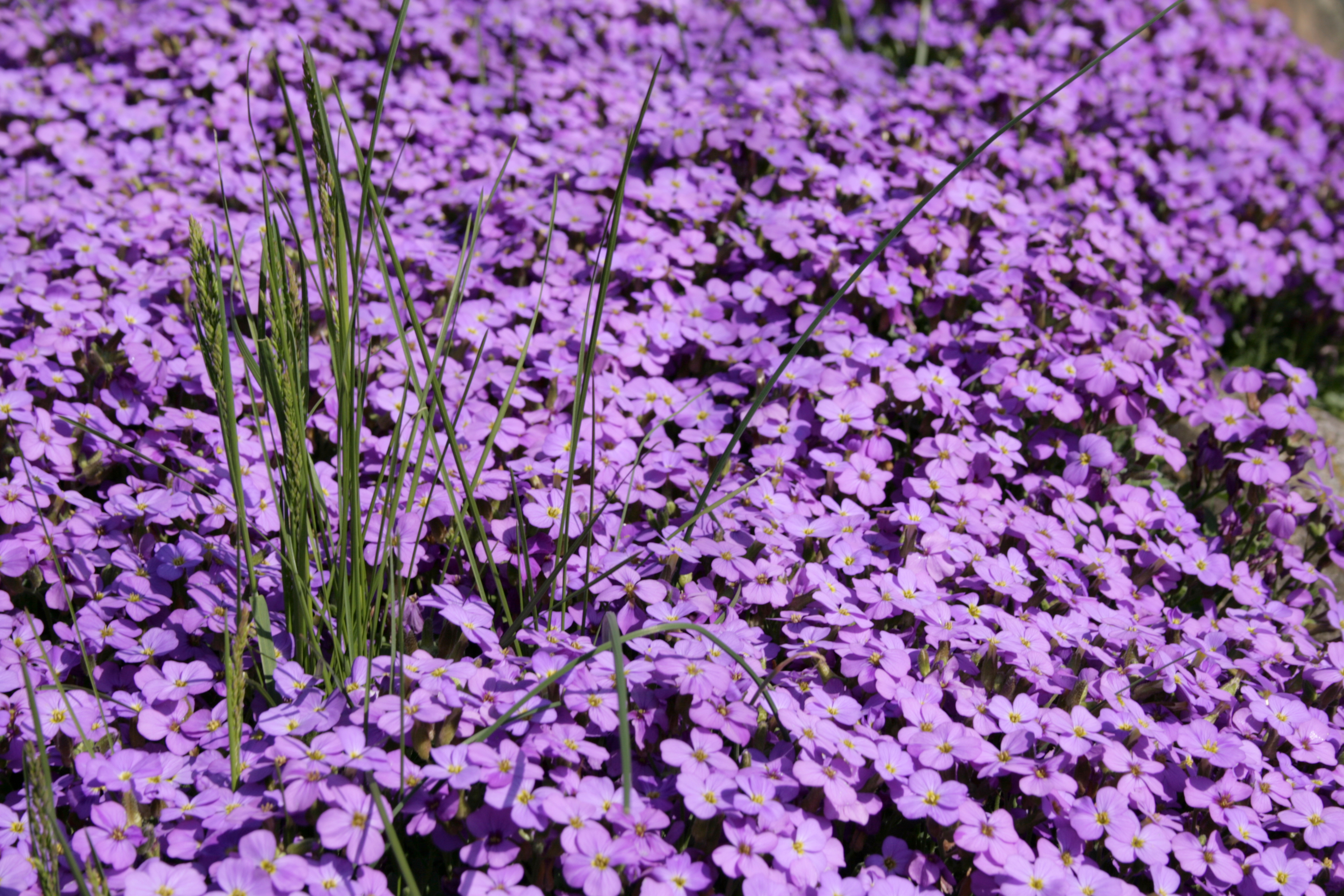
Aubrieta x cultorum

- Recueil de plantes, fleurs, fruits, oiseaux, insectes et coquillages, etc. peint en miniature sur vélin.
- Papillons plantes et fleurs.
- Plantes peintes à la gouache.
- Recueil d'oiseaux.

## Почесті
Мішель Адансон назвав на честь Клода Обріє рід квітучих трав'янистих рослин Обрієта з родини Капустяні.